# جاردين وايت
جاردين وايت (بالإنجليزية: Jardine Whyte)‏ هو سياسي بريطاني (وحمل سابقاً جنسية المملكة المتحدة لبريطانيا العظمى وأيرلندا)، ولد في 5 مارس 1880، وتوفي في 8 يوليو 1954. حزبياً، نشط في حزب المحافظين. في الانتخابات العامة في المملكة المتحدة 1931 ‏، انتخب عضو برلمان المملكة المتحدة الـ36 عن دائرة داربيشير الشمالية الشرقية (27 أكتوبر 1931 – 25 أكتوبر 1935).